# Winsen (Szlezwik-Holsztyn)
Winsen – gmina w Niemczech w kraju związkowym Szlezwik-Holsztyn, w powiecie Segeberg, wchodzi w skład urzędu Kisdorf. Znajduje się ok. 40 km na północ od Hamburga, liczy ok. 404 osób (2008).